# Discografia di Troye Sivan
La discografia di Troye Sivan, cantante pop australiano-sudafricano, comprende tre album in studio, cinque EP e trentadue singoli.

## Album in studio
| Anno | Titolo | Posizione massima | Posizione massima | Posizione massima | Posizione massima | Posizione massima | Posizione massima | Posizione massima | Posizione massima | Posizione massima | Posizione massima | Certificazioni                                               |
| Anno | Titolo | AUS               | CAN               | DEN               | GER               | IRL               | NLD               | NZ                | SWE               | UK                | USA               | Certificazioni                                               |
| ---- | --- | ----------------- | ----------------- | ----------------- | ----------------- | ----------------- | ----------------- | ----------------- | ----------------- | ----------------- | ----------------- | ------------------------------------------------------------ |
| 2015 | Blue Neighbourhood - Pubblicato: 4 dicembre 2015 - Etichetta: EMI, Capitol - Formato: CD, download digitale, LP           | 6                 | 11                | 19                | 73                | 30                | 25                | 3                 | 10                | 43                | 7                 | - AUS: Platino - US: Oro - DEN: Oro - SWE: Oro - UK: Argento |
| 2018 | Bloom - Pubblicato: 31 agosto 2018 - Etichetta: EMI, Capitol - Formato: CD, download digitale, vinile                     | 3                 | 13                | 21                | 35                | 7                 | 16                | 3                 | 15                | 10                | 4                 | - AUS: Oro                                                   |
| 2023 | Something to Give Each Other - Pubblicato: 13 ottobre 2023 - Etichetta: EMI, Capitol - Formato: CD, download digitale, LP | 1                 | 29                | 15                | 9                 | 13                | 3                 | 2                 | 16                | 4                 | 20                | - BRZ: Oro - POL: Oro                                        |

## Album di remix
| Anno | Titolo | Certificazioni |
| ---- | --- | -------------- |
| 2016 | Blue Neighbourhood (The Remixes) - Pubblicato: 18 novembre 2016 - Etichetta: EMI, Capitol - Formato: download digitale |                |

## Extended plays
| Anno | Titolo                                                                                                | Posizione massima | Posizione massima | Posizione massima | Posizione massima | Posizione massima | Posizione massima | Posizione massima | Posizione massima | Posizione massima | Posizione massima | Certificazioni |
| Anno | Titolo                                                                                                | AUS               | CAN               | DEN               | FRA               | GER               | IRL               | NZ                | SWE               | UK                | USA               | Certificazioni |
| ---- | --- | ----------------- | ----------------- | ----------------- | ----------------- | ----------------- | ----------------- | ----------------- | ----------------- | ----------------- | ----------------- | -------------- |
| 2007 | Dare to Dream - Pubblicato: 1º giugno 2007 - Etichetta: indipendente - Formato: CD, download digitale | —                 | —                 | —                 | —                 | —                 | —                 | —                 | —                 | —                 | —                 |                |
| 2012 | June Haverly - Pubblicato: 22 giugno 2012 - Etichetta: indipendente - Formato: CD, download digitale  | —                 | —                 | —                 | —                 | —                 | —                 | —                 | —                 | —                 | —                 |                |
| 2014 | TRXYE - Pubblicato: 15 agosto 2014 - Etichetta: EMI - Formato: CD, download digitale                  | —                 | 2                 | —                 | 177               | —                 | —                 | 2                 | —                 | —                 | 5                 |                |
| 2015 | Wild - Pubblicato: 4 settembre 2015 - Etichetta: EMI, Capitol - Formato: CD, download digitale        | 1                 | 6                 | 7                 | 96                | 37                | 5                 | 3                 | 11                | 5                 | 5                 |                |
| 2020 | In a Dream - Pubblicato: 21 agosto 2020 - Etichetta: EMI, Capitol - Formato: CD, download digitale    | 3                 | —                 | —                 | —                 | 43                | 76                | 27                | —                 | 34                | 70                |                |

## Singoli

### Come artista principale
| Anno                                                                                               | Titolo                                                 | Posizione massima | Posizione massima | Posizione massima | Posizione massima | Posizione massima | Posizione massima | Posizione massima | Posizione massima | Posizione massima | Posizione massima | Certificazioni | Album                        |
| Anno                                                                                               | Titolo                                                 | AUS               | CAN               | DEN               | GER               | IRL               | NLD               | NZ                | SWE               | UK                | US                | Certificazioni | Album                        |
| -------------------------------------------------------------------------------------------------- | ------------------------------------------------------ | ----------------- | ----------------- | ----------------- | ----------------- | ----------------- | ----------------- | ----------------- | ----------------- | ----------------- | ----------------- | --- | ---------------------------- |
| 2014                                                                                               | Happy Little Pill                                      | 10                | 50                | 11                | 87                | 11                | 85                | 2                 | —                 | 86                | 92                | - AUS: Platino - US: Oro | TRXYE                        |
| 2015                                                                                               | Wild                                                   | 16                | 72                | —                 | —                 | 62                | —                 | 29                | —                 | 62                | —                 | - AUS: Platino (3) - US: Oro - UK: Argento | Wild e Blue Neighbourhood    |
| 2015                                                                                               | Youth                                                  | 17                | 47                | —                 | 22                | 62                | 78                | 23                | 74                | 96                | 23                | - AUS: Platino (3) - US: Platino (2) - NZ: Platino - DEN: Oro - GER: Oro - ITA: Oro - UK: Oro                                                         | Blue Neighbourhood           |
| 2016                                                                                               | Talk Me Down                                           | 36                | —                 | —                 | —                 | —                 | —                 | —                 | —                 | 118               | —                 | - AUS: Oro - US: Oro | Blue Neighbourhood           |
| 2016                                                                                               | Wild (featuring Alessia Cara)                          | 26                | —                 | —                 | —                 | —                 | —                 | —                 | —                 | —                 | —                 | | Blue Neighbourhood           |
| 2016                                                                                               | Heaven (featuring Betty Who)                           | —                 | —                 | —                 | —                 | —                 | —                 | —                 | —                 | —                 | —                 | | Blue Neighbourhood           |
| 2017                                                                                               | There for You (con Martin Garrix)                      | 23                | 48                | 26                | 31                | 28                | 21                | 22                | 34                | 40                | 94                | - AUS: Platino (2) - BEL: Platino - CAN: Platino - ITA: Platino - MEX: Platino - US: Platino - DEN: Oro - GER: Oro - FRA: Oro - NZ: Oro - UK: Argento | /                            |
| 2018                                                                                               | My My My!                                              | 14                | 57                | —                 | 87                | 32                | 79                | 25                | 65                | 38                | 80                | - AUS: Platino (3) - US: Platino - CAN: Oro - UK: Argento                                                                                             | Bloom                        |
| 2018                                                                                               | The Good Side                                          | —                 | —                 | —                 | —                 | —                 | —                 | —                 | —                 | —                 | —                 | - AUS: Oro | Bloom                        |
| 2018                                                                                               | Strawberries & Cigarettes                              | —                 | —                 | —                 | —                 | —                 | —                 | —                 | —                 | —                 | —                 | - AUS: Oro - US: Oro | Tuo, Simon                   |
| 2018                                                                                               | Bloom                                                  | 34                | —                 | —                 | —                 | —                 | —                 | —                 | —                 | —                 | —                 | - AUS: Platino | Bloom                        |
| 2018                                                                                               | Dance to This (featuring Ariana Grande)                | 39                | 85                | —                 | —                 | 52                | —                 | —                 | 98                | 64                | —                 | - AUS: Platino - US: Platino - UK: Argento | Bloom                        |
| 2018                                                                                               | Animal                                                 | —                 | —                 | —                 | —                 | —                 | —                 | —                 | —                 | —                 | —                 | | Bloom                        |
| 2018                                                                                               | 1999 (con Charli XCX)                                  | 18                | —                 | —                 | —                 | 28                | —                 | —                 | —                 | 13                | —                 | - AUS: Platino (2) - UK: Platino - DEN: Oro | Charli                       |
| 2018                                                                                               | Revelation (con Jónsi)                                 | —                 | —                 | —                 | —                 | —                 | —                 | —                 | —                 | —                 | —                 | | Boy Erased                   |
| 2018                                                                                               | Somebody to Love                                       | —                 | —                 | —                 | —                 | —                 | —                 | —                 | —                 | —                 | —                 | - UK: Argento | /                            |
| 2019                                                                                               | I'm So Tired... (con Lauv)                             | 11                | 57                | 40                | 42                | 4                 | 67                | 9                 | 37                | 8                 | 81                | - AUS: Platino (3) - CAN: Platino - US: Platino - UK: Platino - NZ: Platino - BEL: Oro - GER: Oro - DEN: Oro                                          | How I'm Feeling              |
| 2020                                                                                               | Take Yourself Home                                     | 91                | —                 | —                 | —                 | —                 | —                 | —                 | —                 | —                 | —                 | | In a Dream                   |
| 2020                                                                                               | Easy                                                   | —                 | —                 | —                 | —                 | —                 | —                 | —                 | —                 | —                 | —                 | - AUS: Oro - US: Oro | In a Dream                   |
| 2020                                                                                               | Rager Teenager                                         | —                 | —                 | —                 | —                 | —                 | —                 | —                 | —                 | —                 | —                 | | In a Dream                   |
| 2020                                                                                               | Easy - Remix (featuring Kacey Musgraves e Mark Ronson) | —                 | —                 | —                 | —                 | —                 | —                 | —                 | —                 | —                 | —                 | | /                            |
| 2021                                                                                               | You (con Regard e Tate McRae)                          | 51                | 38                | —                 | —                 | 50                | 30                | —                 | 68                | 46                | 58                | - CAN: Platino (2) - US: Oro - DEN: Oro - UK: Argento                                                                                                 | /                            |
| 2021                                                                                               | Could Cry Just Thinking About You                      | —                 | —                 | —                 | —                 | —                 | —                 | —                 | —                 | —                 | —                 | | In a Dream                   |
| 2021                                                                                               | Angel Baby                                             | —                 | —                 | —                 | —                 | —                 | —                 | —                 | —                 | —                 | —                 | - AUS: Platino | /                            |
| 2022                                                                                               | Trouble (featuring Jay Som)                            | —                 | —                 | —                 | —                 | —                 | —                 | —                 | —                 | —                 | —                 | | Three Months                 |
| 2022                                                                                               | Wait (featuring Gordi)                                 | —                 | —                 | —                 | —                 | —                 | —                 | —                 | —                 | —                 | —                 | | Three Months                 |
| 2022                                                                                               | You Know What I Need (con Pnau)                        | —                 | —                 | —                 | —                 | —                 | —                 | —                 | —                 | —                 | —                 | | Hyperbolic                   |
| 2023                                                                                               | Rush                                                   | 12                | 40                | —                 | 85                | 8                 | 94                | 22                | 61                | 21                | 77                | - AUS: Platino (2) - CAN: Oro - UK: Argento | Something to Give Each Other |
| 2023                                                                                               | Got Me Started                                         | 21                | —                 | —                 | —                 | 28                | —                 | —                 | —                 | 34                | —                 | - AUS: Platino | Something to Give Each Other |
| 2023                                                                                               | One of Your Girls                                      | 24                | 42                | —                 | —                 | 9                 | 45                | 17                | 26                | 11                | 79                | - AUS: Oro - CAN: Oro | Something to Give Each Other |
| "—" indica una pubblicazione che non si è classificata o che non è stata pubblicata in quel Paese. |                                                        |                   |                   |                   |                   |                   |                   |                   |                   |                   |                   | |                              |

### Come artista ospite
| Anno |  | Titolo                                        | Posizione massima | Posizione massima | Posizione massima | Posizione massima | Posizione massima | Posizione massima | Posizione massima | Posizione massima | Posizione massima | Posizione massima | Certificazioni | Album       |
| Anno |  | Titolo                                        | AUS               | CAN               | DEN               | GER               | IRL               | NLD               | NZ                | SWE               | UK                | US Elec.          | Certificazioni | Album       |
| ---- |  | --------------------------------------------- | ----------------- | ----------------- | ----------------- | ----------------- | ----------------- | ----------------- | ----------------- | ----------------- | ----------------- | ----------------- | -------------- | ----------- |
| 2015 |  | Papercut (Zedd featuring Troye Sivan)         | 93                | —                 | —                 | —                 | —                 | —                 | —                 | —                 | —                 | 31                |                | True Colors |
| 2016 |  | Hands (con vari artisti)                      | —                 | —                 | —                 | —                 | —                 | —                 | —                 | —                 | —                 | —                 |                | /           |
| 2019 |  | Love Me Wrong (Allie X featuring Troye Sivan) | —                 | —                 | —                 | —                 | —                 | —                 | —                 | —                 | —                 | —                 |                | Cape God    |
| 2025 |  | Physical (Dua Lipa featuring Troye Sivan)     | —                 | —                 | —                 | —                 | —                 | —                 | —                 | —                 | —                 | —                 |                | /           |

### Singoli promozionali
| Anno | Titolo                 | Posizione massima | Posizione massima | Posizione massima | Certificazioni | Album                                                          |
| Anno | Titolo                 | AUS               | UK                | US Elec.          | Certificazioni | Album                                                          |
| ---- | ---------------------- | ----------------- | ----------------- | ----------------- | -------------- | -------------------------------------------------------------- |
| 2012 | We're My OTP           | —                 | —                 | —                 |                | /                                                              |
| 2013 | The Fault in Our Stars | —                 | —                 | —                 |                | TRXYE                                                          |
| 2019 | 2099 (con Charli XCX)  | —                 | —                 | —                 |                | Charli                                                         |
| 2023 | My Sweet Lord          | —                 | —                 | —                 |                | The Idol Episode 5 Part 2 (Music from the HBO Original Series) |

## Altri brani entrati in classifica
| Anno | Titolo                                       | Posizione massima | Posizione massima | Posizione massima | Posizione massima | Certificazioni       | Album                              |
| Anno | Titolo                                       | AUS               | IRL               | NZ                | US Country        | Certificazioni       | Album                              |
| ---- | -------------------------------------------- | ----------------- | ----------------- | ----------------- | ----------------- | -------------------- | ---------------------------------- |
| 2015 | Fools                                        | 85                | —                 | —                 | —                 | - AUS: Oro - US: Oro | Wild                               |
| 2018 | Seventeen                                    | —                 | —                 | 14                | —                 |                      | Bloom                              |
| 2018 | Postcard (featuring Gordi)                   | —                 | —                 | 22                | —                 |                      | Bloom                              |
| 2018 | Plum                                         | —                 | 92                | 11                | —                 |                      | Bloom                              |
| 2019 | Glittery (Kacey Musgraves feat. Troye Sivan) | —                 | —                 | —                 | 33                |                      | The Kacey Musgraves Christmas Show |
| 2020 | Stud                                         | —                 | —                 | 35                | —                 |                      | In a Dream                         |
| 2020 | In a Dream                                   | —                 | —                 | 10                | —                 |                      | In a Dream                         |
| 2023 | What's the Time Where You Are?               | —                 | —                 | 7                 | —                 |                      | Something to Give Each Other       |
| 2023 | In My Room (feat. Guitarricadelafuente)      | —                 | —                 | 9                 | —                 |                      | Something to Give Each Other       |
| 2023 | Still Got It                                 | —                 | —                 | 13                | —                 |                      | Something to Give Each Other       |

## Altre apparizioni
| Anno | Titolo                                         | Album            |
| ---- | ---------------------------------------------- | ---------------- |
| 2024 | Supernatural (Ariana Grande feat. Troye Sivan) | Eternal Sunshine |

## Autore per altri artisti
| Anno | Titolo            | Artista        | Altri autori                                | Album di provenienza         |
| ---- | ----------------- | -------------- | ------------------------------------------- | ---------------------------- |
| 2016 | Careless Game     | Alfie Arcuri   | Tonino Speciale                             | Zenith                       |
| 2017 | Vintage           | Allie X        | Allie X, Brett McLaughlin, Oliver Goldstein | CollXtion II                 |
| 2018 | The Other Side    | Betty Who      | Brett McLaughilin, Bram Inscore             | Sierra Burgess è una sfigata |
| 2018 | Sunflower         | Shannon Purser | Brett McLaughilin, Bram Inscore             | Sierra Burgess è una sfigata |
| 2018 | Kid Wonder        | Allie X        | Brett McLaughilin, Bram Inscore             | Sierra Burgess è una sfigata |
| 2020 | Louder than Bombs | BTS            | J-Hope, Allie X, Suga, RM                   | Map of the Soul: 7           |